# Zdzisław Peszke

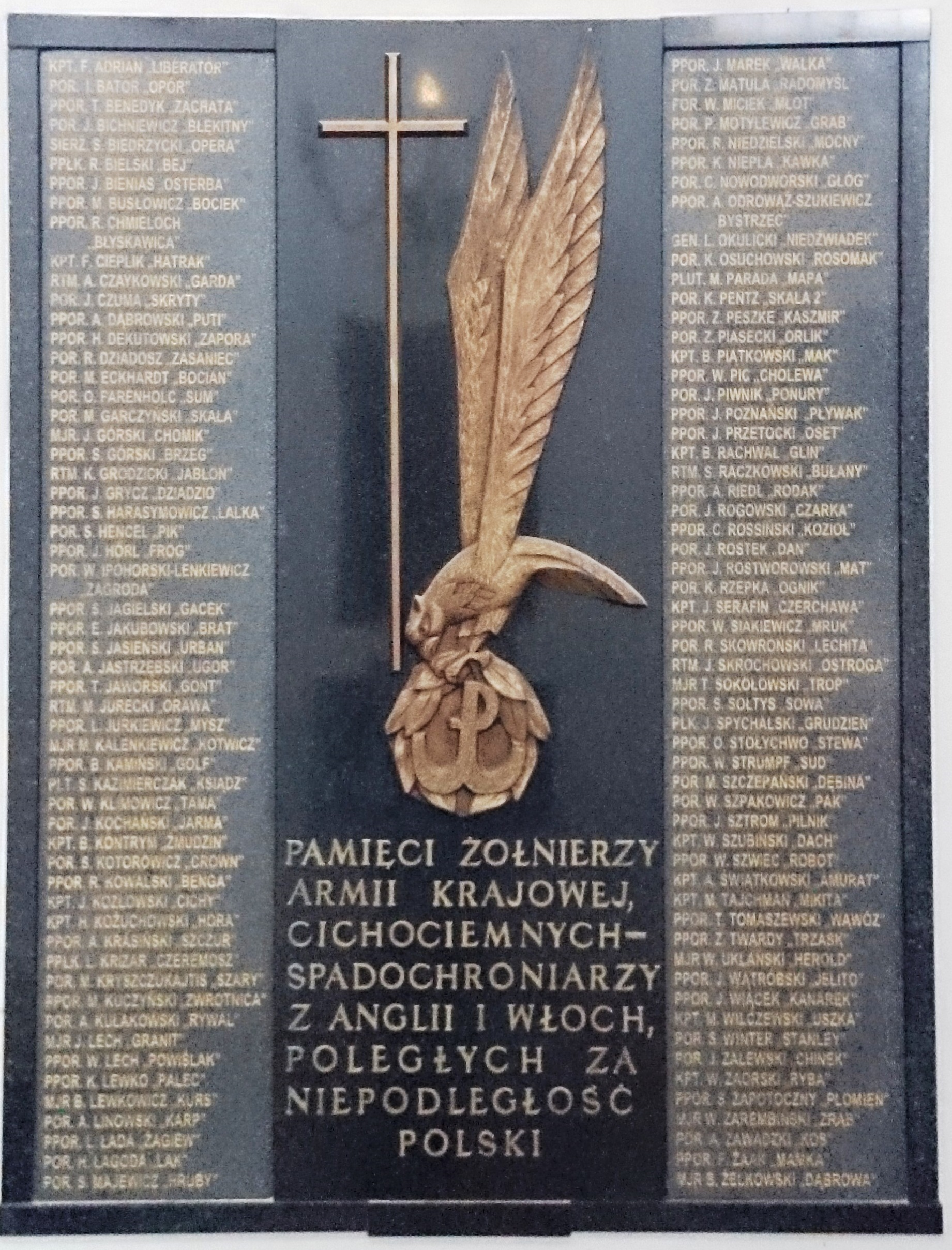
Tablica w kościele św. Jacka w Warszawie, upamiętniająca poległych cichociemnych, w tym Zdzisława Peszkego

Zdzisław Józef Jan Peszke vel Zdzisław Warecki, pseud.: Kaszmir, Winien, Sęp (ur. 24 października 1918 we Lwowie, zm. koniec października 1943) – podporucznik łączności Polskich Sił Zbrojnych i Armii Krajowej, cichociemny. Znak spadochronowy numer (zwykły/bojowy) 1894/1620.

## Życiorys
Był synem Józefa i Marii z domu Bembrowicz. Po ukończeniu 7 klas gimnazjum starego typu pracował jako buchalter we Lwowie.
We wrześniu 1939 roku nie został zmobilizowany. 22 kwietnia 1941 roku został wcielony do 55 pułku piechoty zmotoryzowanej Armii Czerwonej. Pracował w batalionie roboczym w Swierdłowsku. 15 marca 1942 roku wstąpił do Armii Andersa, przydzielono go do 2. kompanii 24 pułku piechoty 8 Dywizji Piechoty. Jednocześnie, od 22 maja uczył się w Szkole Podchorążych Rezerwy Piechoty. Został ewakuowany do Palestyny i Afryki Południowej.
Zgłosił się do służby w kraju. Po przewiezieniu do Wielkiej Brytanii 5 października 1942 roku został przydzielony do Sekcji Dyspozycyjnej Naczelnego Wodza. Do 17 kwietnia 1943 roku został przeszkolony w Szkole Podchorążych Łączności. 10 lipca tego roku został zaprzysiężony w Oddziale VI Sztabu Naczelnego Wodza. Zrzutu dokonano w nocy z 14 na 15 września 1943 roku w ramach operacji „Neon 6” dowodzonej przez kpt. naw. Wincentego Wasilewskiego (zrzut na placówkę odbiorczą „Koc 1” 9 km na północny zachód od Radzymina).
W październiku 1943 roku dostał przydział do Oddziału V Łączności sztabu Komendy Głównej AK. Służył w 1 plutonie kompanii „Orbis” Batalionu „Iskry”.
Został aresztowany w czasie pracy z radiostacją w Milanówku pod koniec października 1943 roku. Otruł się. Według innej wersji został zatrzymany w Błoniu albo podczas łapanki w Milanówku.

## Ordery, odznaczenia i odznaki
- Krzyż Walecznych – czterokrotnie, w tym trzykrotnie pośmiertnie.
- Znak spadochronowy numer ( zwykły/bojowy ) 1894/1620.

## Upamiętnienie
W lewej nawie kościoła św. Jacka przy ul. Freta w Warszawie odsłonięto w 1980 roku tablicę Pamięci żołnierzy Armii Krajowej, cichociemnych – spadochroniarzy z Anglii i Włoch, poległych za niepodległość Polski. Wśród wymienionych 110 poległych cichociemnych jest Zdzisław Peszke.